# Georg Brauer
Georg Brauer (Bochum, 11 de abril de 1908 -† 26 de febrero de 2001 en Friburgo de Brisgovia) fue un químico alemán y profesor universitario.
Brauer fue hijo del químico Eberhard Brauer y de Elisabeth Brauer.
Sus áreas de investigación principales se centraron en la química inorgánica y en la química del estado sólido. Una de sus obras más conocidas fue su libro "Química Inorgánica Preparativa"